# Емма Кроу
Емма Кроу (3 квітня 1839 , Сент-Луїс, Міссурі  — 15 вересня 1920 ) — американська письменниця, відома своїми лесбійськими стосунками з американською театральною актрисою Шарлоттою Кушман, за племінника якої її переконали вийти заміж, щоб замаскувати їхні стосунки.

## Ранній життєпис
Емма Кроу народилася 3 квітня 1839 року в Сент-Луїсі, штат Міссурі в США в родині Ізабелли Бак Конн та американського бізнесмена, політика та філантропа Веймана Кроу — засновника Вашингтонського університету в Сент-Луїсі. У неї було три сестри: Корнелія Карр, Мері Еммонс та Ізабелла Кілхофер, а також один брат Веймен Кроу молодший.

## Кар'єра
Емма Кроу продовжила свою кар'єру лише пізніше, коли написала дві книги. Перша В полі зору; Записи психічних переживань: серія запитань і відповідей, що стосуються світу фактів, світу ідей та світу реальності серед смерті, була опублікована в 1918 році, а друга, Тіні в склі, побачила світ у 1920 році.

## Особисте життя
Емма Кроу познайомилася з актрисою Шарлоттою Кушман у Сент-Луїсі, штат Міссурі (США), у 1858 році. Кушман приїхала до Сент-Луїса на двотижневі заручини, де вона планувала зустрітися з батьком Емми, покровителем її подруги Гаррієт Хосмер, щоб отримати фінансову допомогу. Емма побачила Кушман у ролі Ромео в «Ромео і Джульєтті» і написала у своєму щоденнику, що вона була «втіленням ідеальної коханої», хоча Кушман була на двадцять два роки старшою за неї. Батько Емми познайомив обидвох жінок незабаром після цього, і до кінця заручин з Кушман Емма залишилася в її компанії. Разом вони здійснювали довгі прогулянки вдень вздовж Міссісіпі та відвідували гримерку Кушман перед її виступами. Коли минуло два тижні, Шарлотта Кушман називала Емму своєю «маленькою коханою». Однак Кушман вже була «одружений» з іншою жінкою з таким же ім'ям, Емми Стеббінс .
Щоб утримати Емму (Кроу) поруч із собою та притлумити ревнощі її «дружини» Емми Стеббінс, Шарлотта Кушман заохотила Емму (Кроу) вийти заміж за її племінника та прийомного сина Неда Кушмана. Хоча батько Емми спочатку вагався, Кушман переконала його в перевагах Неда, і Емма та Нед одружилися 3 квітня 1861 року.
В шлюбі Емми з Недом народилося п'ятеро хлопчиків: Вейман Кроу Кушман, Аллертон Сьюард Кушман, Едвін Чарльз Кушман, Віктор Н. Кушман та Гай Кушман. Однак їхній шлюб не міг конкурувати з пристрастю, яку Емма відчувала до Кушман, оскільки вони продовжували обмінюватися любовними листами до смерті Шарлотти Кушман у 1876 році.

## Смерть
Емма Кроу Кушман померла від запалення легенів 15 вересня 1920 року в Бар-Харборі, штат Мен на 82-му році життя. Вона похована на кладовищі Маунт Оберн у Кембриджі, штат Массачусетс в США поряд із чоловіком та двома синами.